# Iapygia
Iapygia  (o Iapigia) è una caratteristica di albedo della superficie di Marte.